# 2863 Ben Mayer
2863 Ben Mayer eller 1981 QG2 är en asteroid i huvudbältet som upptäcktes den 30 augusti 1981 av den amerikanske astronomen Edward L.G. Bowell vid Anderson Mesa Station. Den är uppkallad efter den amerikanske astronomen Ben Mayer.
Asteroiden har en diameter på ungefär 18 kilometer och den tillhör asteroidgruppen Themis.